# Співвідношення правдоподібності медичних тестів
У доказовій медицині співвідношення правдоподібності використовують для визначення цінності виконання медичного тесту. Вони поєднують чутливість та специфічність у єдину міру, яка вказує на те, наскільки результат тесту зсуває ймовірність наявності якогось стану (як-от захворювання). Перший опис використання співвідношень правдоподібності для правил вирішування зробили на симпозіумі з теорії інформації 1954 року. У медицині співвідношення правдоподібності запровадили між 1975 та 1980 роками. Існує багатокласова версія цих співвідношень правдоподібності.

## Обчислення
Існує дві версії цього співвідношення правдоподібності, одна для позитивних, й одна для негативних результатів тестів. Вони відомі як співвідно́шення правдоподі́бності для позити́вного результа́ту (СП+, СППР, співвідно́шення правдоподі́бності позити́вного результа́ту, англ. LR+, positive likelihood ratio, likelihood ratio positive, likelihood ratio for positive results), та співвідно́шення правдоподі́бності для негати́вного результа́ту (СП−, СПНР, співвідно́шення правдоподі́бності негати́вного результа́ту, англ. LR−, negative likelihood ratio, likelihood ratio negative, likelihood ratio for negative results) відповідно.
Співвідношення правдоподібності для позитивного результату обчислюють як
СП+ = чутливість/1 − специфічність
що рівнозначне
СП+ = Pr(Т+ | З+)/Pr(Т+ | З−)
або «ймовірність отримати позитивний тест для особи, що має захворювання, поділена на ймовірність отримати позитивний тест для особи, що не має захворювання». Тут T+ та T− позначують, що результат тесту позитивний та негативний відповідно. Аналогічно, З+ та З− позначують, що захворювання наявне та відсутнє відповідно. Тож «істинно позитивними» є ті, хто має позитивний тест (T+) та мають захворювання (З+), а «хибно позитивними» є ті, хто має позитивний тест (T+), але не мають захворювання (З−).
Співвідношення правдоподібності для негативного результату обчислюють як
СП− = 1 − чутливість/специфічність
що рівнозначне
СП− = Pr(Т− | З+)/Pr(Т− | З−)
або «ймовірність отримати негативний тест для особи, що має захворювання, поділена на ймовірність отримати негативний тест для особи, що не має захворювання».
Обчислення співвідношень правдоподібності для тестів з неперервними значеннями, або з понад двома результатами, подібне до обчислення для дихотомних результатів; просто обчислюють окремі співвідношення правдоподібності для кожного рівня результату тесту, й називають їх інтервальними або прошарковими співвідношеннями правдоподібності (англ. interval or stratum specific likelihood ratios).
Передтестові шанси певного діагнозу, помножені на співвідношення правдоподібності, визначають післятестові шанси. Це обчислення ґрунтується на теоремі Баєса. (Зауважте, що шанси можливо обчислювати з, а потім перетворювати на ймовірності.)

## Застосування в медицині
Передтестова ймовірність вказує на шанси того, що особа в заданій сукупності має якийсь розлад або стан; це є вихідною ймовірністю перед застосуванням медичного тесту. Післятестова ймовірність вказує на ймовірність того, що стан справді має місце за позитивного результату тесту. Для доброго тесту в якійсь сукупності післятестова ймовірність буде значно вищою або нижчою за передтестову. Високе співвідношення правдоподібності вказує на добрий тест для сукупності, а співвідношення правдоподібності, близьке до одиниці, вказує, що такий тест може бути непридатним для якоїсь сукупності.
Для скринінгового тесту цільова сукупність може бути загальним населенням якоїсь території. Для діагностичного тестування медик, який його замовляє, матиме спостереження якогось симптому, або іншого чинника, що підвищує передтестову ймовірність відносно загального населення. Співвідношення правдоподібності понад 1 для тесту в якійсь сукупності вказує, що позитивний результат тесту є свідченням на користь наявності стану. Якщо співвідношення правдоподібності для тесту в якійсь сукупності не є чітко кращим за одиницю, то цей тест не даватиме доброго свідчення: післятестова ймовірність не буде значно відмінною від передтестової. Знання або оцінювання співвідношення правдоподібності для тесту в сукупності дозволяє медикові краще інтерпретувати його результат.
Дослідження показують, що лікарі, проте, рідко здійснюють ці обчислення на практиці, а коли й здійснюють, то часто роблять помилки. У рандомізованім контрольованім дослідженні з порівняння того, наскільки добре лікарі інтерпретували діагностичні тести, які було представлено чи то чутливістю та специфічністю, чи то співвідношенням правдоподібності, чи то неточним графіком співвідношення правдоподібності, відмінностей між цими трьома способами інтерпретування результатів тесту виявлено не було.

## Таблиця оцінювання
У цій таблиці наведено приклади того, як зміни у співвідношенні правдоподібності впливають на післятестову ймовірність захворювання.
| Співвідношення правдоподібності                              | Приблизна* зміна у ймовірності | Вплив на післятестову ймовірність захворювання |
| ------------------------------------------------------------ | ------------------------------ | ---------------------------------------------- |
| Значення між 0 та 1 зменшують імовірність захворювання (−СП) |                                |                                                |
| 0,1                                                          | −45 %                          | Велике зменшення                               |
| 0,2                                                          | −30 %                          | Помірне зменшення                              |
| 0,5                                                          | −15 %                          | Незначне зменшення                             |
| 1                                                            | −0 %                           | Жодного                                        |
| Значення понад 1 збільшують імовірність захворювання (+СП)   |                                |                                                |
| 1                                                            | +0 %                           | Жодного                                        |
| 2                                                            | +15 %                          | Незначне збільшення                            |
| 5                                                            | +30 %                          | Помірне збільшення                             |
| 10                                                           | +45 %                          | Велике збільшення                              |

*Ці оцінки точні в межах 10 % від обчисленого результату для всіх передтестових імовірностей між 10 % та 90 %. Усереднена похибка становить лише 4 %. Щодо полярних крайнощів передтестової ймовірності > 90 % та < 10 %, див. § Оцінювання перед- та післятестової ймовірності нижче.

### Приклад оцінювання
1. Передтестова ймовірність: Наприклад, якщо близько 2 з кожних 5 пацієнтів зі здуттям живота мають асцит, то передтестова ймовірність становить 40 %.
2. Співвідношення правдоподібності: Прикладом «тесту» є те, що фізикальне обстеження, яке виявляє випинання фланків(інші мови), має співвідношення правдоподібності для позитивного результату асциту 2,0.
3. Оцінювана зміна в імовірності: На підставі наведеної вище таблиці, співвідношення правдоподібності 2,0 відповідає збільшенню в імовірності приблизно на +15 %.
4. Остаточна (післятестова) ймовірність: Отже, випинання фланків збільшує ймовірність асциту з 40 % до близько 55 % (тобто, 40 % + 15 % = 55 %, що є в межах 2 % точної ймовірності 57 %).

## Приклад обчислень
Медичним прикладом є правдоподібність того, що заданий результат тесту буде очікуваним в пацієнта з певним розладом, у порівнянні з правдоподібністю трапляння того ж результату в пацієнта без цільового розладу.
Деякі джерела розрізняють СП+ та СП−. Нижче наведено робочий приклад.
Робочий прикладДіагностичний тест із чутливістю 67 % та специфічністю 91 % застосовують до 2030 людей з метою пошуку розладу з поширеністю в сукупності на рівні 1,48 %
|                                                        |                            | Пацієнти з колоректальним раком (підтвердженим ендоскопічним обстеженням)                      | | | | |
| позитивний стан                                        | негативний стан            | поширеність= (ІП + ХН) / загальна_сукупність = (20 + 10) / 2030 ≈ 1,48 %                       | точність = (ІП + ІН) / загальна_сукупність = (20 + 1820) / 2030 ≈ 90,64 %                                               | точність = (ІП + ІН) / загальна_сукупність = (20 + 1820) / 2030 ≈ 90,64 %                                | | |
| Результат скринінгового тесту на приховану кров у калі | результат тесту позитивний | істинно позитивні (ІП) = 20 (2030 × 1,48 % × 67 %)                                             | хибно позитивні (ХП) = 180 (2030 × (100 − 1,48 %) × (100 − 91 %))                                                       | прогностична значущість позитивного результату (ПЗ+), влучність= ІП / (ІП + ХП) = 20 / (20 + 180) = 10 % | рівень хибного виявляння (РХВ)= ХП / (ІП + ХП) = 180 / (20 + 180) = 90,0 %                          | рівень хибного виявляння (РХВ)= ХП / (ІП + ХП) = 180 / (20 + 180) = 90,0 %                          |
| Результат скринінгового тесту на приховану кров у калі | результат тесту негативний | хибно негативні (ХН) = 10 (2030 × 1,48 % × (100 − 67 %))                                       | істинно негативні (ІН) = 1820 (2030 × (100 − 1,48 %) × 91 %)                                                            | рівень хибного пропускання (РХП)= ХН / (ХН + ІН) = 10 / (10 + 1820) ≈ 0,55 %                             | прогностична значущість негативного результату (ПЗ-)= ІН / (ХН + ІН) = 1820 / (10 + 1820) ≈ 99,45 % | прогностична значущість негативного результату (ПЗ-)= ІН / (ХН + ІН) = 1820 / (10 + 1820) ≈ 99,45 % |
|                                                        |                            | ІПР, повнота, чутливість= ІП / (ІП + ХН) = 20 / (20 + 10) ≈ 66,7 %                             | хибнопозитивний рівень (ХПР), побічний продукт, ймовірність хибної тривоги= ХП / (ХП + ІН) = 180 / (180 + 1820) = 9,0 % | відношення правдоподібності позитивного результату (ВП+)= ІПР/ХПР = (20 / 30) / (180 / 2000) ≈ 7,41      | діагностичне співвідношення шансів (ДСШ)= ВП+/ВП− ≈ 20,2                                            | міра F1 = 2 × влучність × повнота/влучність + повнота ≈ 0,174                                       |
|                                                        |                            | хибнонегативний рівень (ХНР), коефіцієнт невлучання = ХН / (ІП + ХН) = 10 / (20 + 10) ≈ 33,3 % | специфічність, вибірність, істиннонегативний рівень (ІНР)= ІН / (ХП + ІН) = 1820 / (180 + 1820) = 91 %                  | відношення правдоподібності негативного результату (ВП−) = ХНР/ІНР = (10 / 30) / (1820 / 2000) ≈ 0,366   | діагностичне співвідношення шансів (ДСШ)= ВП+/ВП− ≈ 20,2                                            | міра F1 = 2 × влучність × повнота/влучність + повнота ≈ 0,174                                       |

Пов'язані обчислення
- Хибнопозитивний рівень (α) = похибка першого роду = 1 − специфічність = ХП / (ХП + ІН) = 180 / (180 + 1820) = 9 %
- Хибнонегативний рівень (β) = похибка другого роду = 1 − чутливість = ХН / (ІП + ХН) = 10 / (20 + 10) = 33 %
- Потужність = чутливість =  1 − β
- Відношення правдоподібності позитивного результату = чутливість / (1 − специфічність) = 0,67 / (1 − 0,91) = 7,4
- Відношення правдоподібності негативного результату = (1 − чутливість) / специфічність = (1 − 0,67) / 0,91 = 0,37
- Поріг поширеності = ПП = √ІПР (−ІНР + 1) + ІНР − 1/(ІПР + ІНР − 1) ≈ 0,2686 => 26,9 %

Цей гіпотетичний скринінговий тест (аналіз калу на приховану кров) правильно визначив дві третини (66,7 %) пацієнтів з колоректальним раком. На жаль, врахування рівнів поширеності показує, що цей гіпотетичний тест має високий хибнопозитивний рівень, і не визначає колоректальний рак у загальній сукупності безсимптомних людей надійно (ПЗ+ = 10 %).
З іншого боку, цей гіпотетичний тест демонструє дуже дуже точне виявляння безракових осіб (ПЗ− = 99,5 %). Тому при застосуванні для планового скринінгу колоректального раку в безсимптомних дорослих негативний результат надає важливі дані пацієнтові та лікареві, як-то виключаючи рак як причину шлунково-кишкових симптомів, та заспокоюючи пацієнтів, що хвилюються за появу колоректального раку.
Для всіх залучених передбачальних параметрів можливо обчислювати довірчі інтервали, що дають діапазон значень, в межах якого істинне значення перебуває із заданим рівнем довіри (наприклад, 95 %).

## Оцінювання перед- та післятестової ймовірності
Детальніші відомості з цієї теми ви можете знайти в статті Перед- та післятестова ймовірність.
Співвідношення правдоподібності тесту дає можливість оцінювати перед- та післятестові ймовірності наявності якогось стану.
Якщо задано передтестову ймовірність та співвідношення правдоподібності, то післятестову ймовірність можливо обчислити шляхом наступних трьох кроків:
передтестові шанси = передтестова ймовірність/1 − передтестова ймовірність
післятестові шанси = передтестові шанси × співвідношення правдоподібності
У наведеному вище рівнянні післятестову ймовірність для позитивного результату (англ. positive post-test probability) обчислюють, використовуючи співвідношення правдоподібності для позитивного результату, а післятестову ймовірність для негативного результату (англ. negative post-test probability) обчислюють, використовуючи співвідношення правдоподібності для негативного результату.
Шанси перетворюють на ймовірності наступним чином:
(1) шанси = імовірність/1 − імовірність
помножити рівняння (1) на (1 − імовірність)
(2) імовірність = шанси × (1 − імовірність)
= шанси − імовірність × шанси
додати (імовірність × шанси) до рівняння (2)
(3) імовірність + імовірність × шанси = шанси
імовірність × (1 + шанси) = шанси
поділити рівняння (3) на (1 + шанси)
(4) імовірність = шанси/1 + шанси
тож
- Післятестова ймовірність = Післятестові шанси / (Післятестові шанси + 1)

Післятестову ймовірність можливо обчислювати й іншим чином, безпосередньо з передтестової ймовірності та співвідношення правдоподібності, за допомогою наступного рівняння:
- P' = P0 × СП/(1 − P0 + P0×СП), де P0 — передтестова ймовірність, P' — післятестова ймовірність, а СП — співвідношення правдоподібності. Цю формулу можливо обчислити алгебрично, поєднанням кроків попереднього опису.

Насправді, післятестова ймовірність, оцінювана через співвідношення правдоподібності та передтестову ймовірність, загалом точніша за оцінювану через прогностичну значущість позитивного результату цього тесту, якщо тестована особа має передтестову ймовірність, відмінну від поширеності цього стану в сукупності.

### Приклад
Якщо взяти наведений вище медичний приклад (20 істинно позитивних, 10 хибно негативних, та 2030 пацієнтів загалом), то післятестова ймовірність для позитивного результату обчислюється так:
- Передтестова ймовірність = (20 + 10) / 2030 = 0,0148
- Передтестові шанси = 0,0148 / (1 − 0,0148) = 0,015
- Післятестові шанси = 0,015 × 7,4 = 0,111
- Післятестова ймовірність = 0,111 / (0,111 + 1) = 0,1 або 10 %

Як було показано, післятестова ймовірність для позитивного результату чисельно дорівнює прогностичній значущості позитивного результату, а післятестова ймовірність для негативного результату чисельно дорівнює (1 − прогностична значущість негативного результату).

## Виноски
1. ↑  Всі медичні скринінгові тести мають переваги та недоліки. Ці ризики та переваги описують керівні вказівки з клінічної практики, такі як для скринінгу колоректального раку.[15][16]